# Molat (sziget)
Molat (olaszul: Melada) egy sziget az Adriai-tengerben, Horvátországban, a Zárai szigetvilág északi részén. 

## Leírása
Molat szigete a Vir-tenger és az Adriai-tenger nyílt vize között helyezkedik el. A dinári irányban északnyugat-délkelet felé húzódik. Az északról az Ist-szigettől egy 155 m széles és csak 6 m mély csatorna választja el. Molattól délkeletre található a Sestrunj-sziget, ahonnan a Sestrunj-csatorna választja el, a délnyugati Dugi otoktól pedig a széles, 44 m mély Maknare-átjáró választja el a szigetet. A sziget az északnyugati-délkeleti irányban 11,1 km hosszú. Legészakibb pontja a Gomilica-fok, a legdélebbi Žaplo-fok, a legnyugatibb Šibinjski-fok, a legkeletibb pedig a Stopanj-fok. A sziget alsó krétakori és eocén mészkőből épül fel. Települései Molat (108 lakos, 2011), Brgulje (44 lakos) és Zapuntel (40 lakos).
A legmagasabb csúcsok: a Lokardenik (148 m), a Knežak (141 m), a Triskavac (134 m), a Kunšćak (130 m), a Bonaster (127 m), az Oštri vrh (121 m) és Lovrić (114 m).
A Molat partjai erősen tagoltak és változatosak. Az északkeleti parton a Gomilica-foktól délkeletre a Vranač, a Soline, a Draga, a Zarljan, a Vodomarka, a Kastrul, a Lipić, a Mladin, a Pržina, a Jazi, a Jazić és a Vapojni öblök találhatók. Délkeletre a Konopljička, a Sabuša, a Trimuli és a Zorljevica öblei, délnyugatra pedig a Šibinjski, a Kudina, a Prisika, a Luka, a Vrulje, a Studena, a Zagračina, a Podgrblje, a Lučina, a Jakinska, a Lipišnjak és a Brguljski öblök, valamint Zapuntel nagy természetes kikötője található. Egyes öblök homokosak, ilyenek a Jazi, a Vapojni, a Konopljika és a Sabuša.
A Molat déli oldalán, Molat és Tuna Mali, Tuna Veli, Zverinac, Dugi Otok, Bršćak és Golac között található egy tágas tengeri terület, amely felé a széles Brguljski-öböl vagy más néven Molašćica, a sziget legnagyobb öble nyílik, és amelyet az irodalomban hét átjárójáról egyre gyakrabban Sedmovraćénak hívnak. Kétségtelenül a legfontosabbak közülük Maknare és Velo Žaplo átjárói, amelyek több mint 40 méteres mélységükkel lehetővé teszik a legnagyobb hajók áthaladását is a Zárai-csatorna és Zára felé.

## Gazdaság
A sziget gazdaságában a mezőgazdaság mellett a turizmus, a juhtenyésztés és a halászat bír nagyobb jelentőséggel. Molatban két üzlet, pékség, múzeum és számos étterem található.

## Közlekedés
A szigeten a forgalom megengedett a településeken belül és között is. A települések útjait a helyi lakosok és olyan emberek építették, akiknek ott van nyaralójuk, a települések közötti út pedig állami beruházás. A Brgulje és Molat, valamint a Zapuntel és Molat közötti távolság 2, illetve 7 kilométer.

## Növény és állatvilág
Az évszázados tölgyerdők növényzetének pusztulása után ma a sziget lakosságának egyik fő törekvése természetes növényzet helyreállítása. A sziget növényzetét túlnyomórészt még mindig az alacsony macchia és a huszadik század első felében telepített és spontán elterjedt aleppói fenyőerdők (Pinus halepensis) jellemzik. A szigeten még megtalálható a magyaltölgy (Quercus ilex), a nyugati szamócafa (Arbutus unedo), az olajfa (Olea oleaster), a terpentinpisztácia (Pistacia terebinthus), a pisztácia (Pistacia leuticus), az örökzöld benge (Rhamnrika alternus), a téli bangita (Viburnum tinus), a jeneszter (Spartium junceum), a fönöciai boróka (Juniperus phoenicea), a boróka (Juniperus macrocarpa), a babér (Laurus nobilis) és mások. A Konopljika-öbölben a barátcserje (Vitex agnus castus) idősebb példányainak nagyobb csoportjai is megmaradtak.
A Molat állatvilága hasonlít más adriai szigetek faunájához. Talán a különlegesség az, hogy a szirtifogoly (Alectoris graeca) és az üregi nyúl (Oryctolagus cuniculus) szinte teljesen eltűnt, miután a fácánokat (Phasianus colhicus) és nyulakat hoztak a szigetre.

## Fordítás
Ez a szócikk részben vagy egészben  a   Molat című horvát Wikipédia-szócikk ezen változatának fordításán alapul.  Az eredeti cikk szerkesztőit annak laptörténete sorolja fel. Ez a jelzés csupán a megfogalmazás eredetét és a szerzői jogokat jelzi, nem szolgál a cikkben szereplő információk forrásmegjelöléseként.